# 宍人カヂ媛娘
宍人 𭬨媛娘（ししひと の かじひめのいらつめ、生年不詳 - 持統天皇4年（689年）以降）は、飛鳥時代の女官。天武天皇の妃の一人で、忍壁皇子・磯城皇子・泊瀬部皇女・託基皇女の生母。父は宍人大麻呂（ししひと の おおまろ）。

## 略歴
出自である宍人臣は『新撰姓氏録』によると、同じ宍人部の管理者である「膳臣」とともに、孝元天皇の皇子の大彦命の系譜を引いている。大彦命は、崇神天皇10年に北陸に派遣され、『正倉院文書』によると、越前国・山背国に「宍人臣」・「宍人」が分布している。
大海人皇子（後の天武天皇）の宮人（めしおんな）として仕えていたが、天武2年2月27日（673年）以降、天武天皇の後宮に入る。
藤原宮跡から出土した木簡に、「宍人娘」に鰒や氷魚を賜わったという内容のものがあり、この宍人娘は「𭬨媛娘」と推測される。

## 参考資料
- 『コンサイス日本人名辞典 改訂新版』（三省堂、1993年） p.603